# Зириково (Мелеузовский район)
Зириково (баш. Ерек) — деревня в Мелеузовском районе Республики Башкортостан Российской Федерации. Входит в состав Абитовского сельсовета.

## География

### Географическое положение
Расстояние до:
- районного центра (Мелеуз): 35 км,
- центра сельсовета (Басурмановка): 12 км,
- ближайшей ж/д станции (Мелеуз): 35 км.

## Население
| 2002 | 2009 | 2010 |
| ---- | ---- | ---- |
| 145  | ↗177 | ↗180 |

Национальный состав
Согласно переписи 2002 года, преобладающая национальность — башкиры (99 %).